# Artёm Ntumba
Artёm Ntumba Muamba (in russo Артём Нтумба Муамба?; Mosca, 19 aprile 2003) è un calciatore russo, di origini congolesi, attaccante del 2DROTS Mosca.

## Carriera
Cresciuto nel settore giovanile del Rostov, esordisce in prima squadra il 21 maggio 2022, in occasione dell'incontro di Prem'er-Liga perso per 4-0 contro il CSKA Mosca.

## Statistiche

### Presenze e reti nei club
Statistiche aggiornate al 6 settembre 2022.
| Stagione        | Squadra         | Campionato      | Campionato | Campionato | Coppe nazionali | Coppe nazionali | Coppe nazionali | Coppe continentali | Coppe continentali | Coppe continentali | Altre coppe | Altre coppe | Altre coppe | Totale | Totale |
| Stagione        | Squadra         | Comp            | Pres       | Reti       | Comp            | Pres            | Reti            | Comp               | Pres               | Reti               | Comp        | Pres        | Reti        | Pres   | Reti   |
| --------------- | --------------- | --------------- | ---------- | ---------- | --------------- | --------------- | --------------- | ------------------ | ------------------ | ------------------ | ----------- | ----------- | ----------- | ------ | ------ |
| 2021-2022       | Rostov          | PL              | 1          | 0          | CR              | -               | -               |                    | -                  | -                  |             | -           | -           | 1      | 0      |
| 2022-2023       | Rostov          | PL              | 4          | 0          | CR              | 0               | 0               |                    | -                  | -                  |             | -           | -           | 4      | 0      |
| Totale carriera | Totale carriera | Totale carriera | 5          | 0          |                 | 0               | 0               |                    | -                  | -                  |             | -           | -           | 5      | 0      |